# Banas (Fluss)
Der Banas ist ein linker Nebenfluss des Chambal im indischen Bundesstaat Rajasthan.
Der Banas entspringt 5 km südwestlich von Kumbhalgarh in den Khamnor-Hügeln des Aravalligebirges auf einer Höhe von etwa 1000 m. Er fließt anfangs 30 km in südlicher Richtung, bevor er sich nach Osten wendet und die in Nord-Süd-Richtung verlaufenden Bergketten des Aravalligebirges durchbricht. Anschließend wird er von zwei kleineren Talsperren (Bagheri-Ka-Naka und Nandsamand) aufgestaut. Er passiert die Städte Nathdwara und Rajsamand. Der Banas setzt seinen Kurs in Richtung Ostnordost fort. Er fließt 10 km südlich an Bhilwara vorbei und nimmt kurz darauf Berach und Menali von rechts sowie den Kothari linksseitig auf. 40 km östlich von Bhilwara wendet sich der Banas nach Norden und wenig später nach Nordosten. Er durchfließt den Stausee der Bisalpur-Talsperre, in welchen auch der Khari mündet. Der Mashi mündet bei der Stadt Tonk von Norden kommend in den Banas.
Der Banas fließt noch weitere 100 km nach Osten, bevor er an der Einmündung des Morel seine Fließrichtung nach Süden ändert und eine Bergkette durchschneidet. 40 km flussabwärts trifft der Banas auf den nach Osten strömenden Chambal. 
Der Banas führt nicht das ganze Jahr über Wasser. In den Sommermonaten fällt er stellenweise trocken. Außerdem wird sein Wasser zu Bewässerungszwecken genutzt.
Der Banas hat eine Gesamtlänge von 512 km. Sein Einzugsgebiet umfasst 45.833 km².
Der gleichnamige Fluss Banas (West Banas River) hat ebenfalls sein Quellgebiet im Aravalligebirge, fließt jedoch in südwestlicher Richtung.